# هيروكازو ياسوهارا
هيروكازو ياسوهارا (باليابانية: 安原 広和) (بالإنجليزية: Hirokazu Yasuhara)، هو مبرمج ومطور لعبة فيديو ياباني، عمل على عدة أعمال لتطوير اللعبة، ومنها سونيك القنفذ، جاك 2، وغيرها.

## روابط خارجية
- هيروكازو ياسوهارا على موقع IMDb (الإنجليزية)
- هيروكازو ياسوهارا على موقع قاعدة بيانات الفيلم (الإنجليزية)